# Travis McCabe
Pour les articles homonymes, voir McCabe.
Travis McCabe (né le 12 mai 1989 à Prescott dans l'Arizona) est un coureur cycliste américain, professionnel entre 2013 et 2020. Il effectue l'essentiel de sa carrière en tant que l'un des sprinteurs les plus rapides sur le circuit national américain. Au cours de sa carrière, il compte quatre victoires d'étape au Tour de l'Utah, trois au Tour de Langkawi, une sur la Colorado Classic et sur le Herald Sun Tour, ainsi que la Winston-Salem Classic en 2014.

## Biographie
Encore amateur, Travis McCabe se fait remarquer pour ses qualités de sprinteurs en juin 2013 en gagnant une étape du Nature Valley Grand Prix devant plusieurs professionnels. En août, il passe professionnel au sein de l'équipe américaine SmartStop-Mountain Khakis. En 2014, il obtient de nombreuses victoires sur le calendrier nord-américain et devient vice-champion des États-Unis sur route, devancé au sprint par son coéquipier Eric Marcotte. L'équipe SmartStop s'arrêtant fin 2015, il rejoint la formation Holowesko-Citadel-Hincapie Sportswear en 2016. Il monte à nouveau sur le podium du championnat national en arrivant troisième. Il gagne également la 4e étape du Tour de l'Utah, ce qui constitue alors son plus grand succès.
En 2017, il rejoint l'équipe continentale professionnelle UnitedHealthcare, remportant une étape du Herald Sun Tour en Australie, deux autres au Tour de Langkawi en Malaisie et une du Tour de l'Utah. L'année suivante, il fait ses débuts sur les classiques du printemps en Europe, mais sans résultats significatifs. Il gagne deux nouvelles étapes du Tour de l'Utah, et une de la Colorado Classic.
En 2019, à la suite de l'arrêt de la formation UnitedHealthcare, il signe avec la nouvelle équipe continentale Floyd's Pro Cycling dirigée par Floyd Landis. Il remporte une étape et le classement par points du Tour de Langkawi, puis une étape du Tour of the Gila. En mai, il se classe deuxième derrière Peter Sagan de la première étape du Tour de Californie, son meilleur résultat sur une course UCI World Tour. En 2020, il rejoint le World Tour au sein de l'équipe Israel Start-Up Nation,. En février, il obtient son meilleur résultat en se classant quatrième d'une étape du Tour Colombia. À 31 ans, après une année difficile avec beaucoup d'abandons sur les courses en Belgique (notamment sur le Tour des Flandres), il arrête sa carrière à l'issue de cette saison.

## Palmarès
| - 2013 - Red Trolley Classic Criterium - Championnat de l'Arizona - 4e étape du Nature Valley Grand Prix - 2e de la Tucson Bicycle Classic - 2014 - USA Cycling National Racing Calendar - 3e étape de la Redlands Bicycle Classic - Winston Salem Cycling Classic - 3e étape de la Joe Martin Stage Race - 5e étape du Nature Valley Grand Prix - 3e étape de la Cascade Classic - 2e du championnat des États-Unis sur route - 3e de la Redlands Bicycle Classic - 2016 - Sunny King Criterium - 5e étape de la Redlands Bicycle Classic - 2e étape du Tour of the Gila - 4e étape du Tour de l'Utah - 2e de la Philadelphia Cycling Classic - 3e du championnat des États-Unis sur route - 3e de la Redlands Bicycle Classic - 2017 - Champion des États-Unis du critérium - 3e étape du Herald Sun Tour - 2e et 8e étapes du Tour de Langkawi - Tucson Bicycle Classic : - Classement général - 2e et 3e étapes - 5e étape du Tour de l'Utah | - 2018 - 1re et 3e étapes du Tour de l'Utah - 4e étape de la Colorado Classic - 2019 - Champion des États-Unis du critérium - 2e étape de la Tucson Bicycle Classic - 3e étape du Tour de Langkawi - 2e étape du Tour of the Gila - Cascade Cycling Classic : - Classement général - 3e et 4e étapes - 2021 - Clásica Panamá RPC : - Classement général - 1re étape |

## Classements mondiaux
| Année            | 2013 | 2014 | 2015 | 2016 | 2017 | 2018   |
| ---------------- | ---- | ---- | ---- | ---- | ---- | ------ |
| UCI America Tour | 291e | 23e  | 125e | 15e  | 19e  | 44e    |
| UCI Asia Tour    |      |      |      |      | 130e |        |
| UCI Oceania Tour |      |      |      |      | 50e  |        |
| UCI Europe Tour  |      |      |      |      |      | 1 272e |